# Elit
För sändlistan Elit, se Elit (sändlista).
En elit (franska élite, från latinets eligere) är inom sociologi och statsvetenskap en begränsad grupp, som utövar ett oproportionellt inflytande i förhållande till en större grupp som den interagerar med. 

## Bakgrund
En elit kan motivera sin ställning på olika sätt: 
- Aristokratiska argument (börd, etnicitet, kast)
- Plutokratiska argument (förmögenhet, egendom)
- Meritokratiska argument (prestationer, intelligens, bildning)
- Demokratiska argument (vald av folket).

En infallsvinkel är att alla samhällen av nödvändighet har en elit: det är endast en fråga om hur eliten legitimerar sin särställning, vilket är betingat av kultur och sociala faktorer och sålunda involverar ett mått av godtycke. En sådan elit har ofta en överlägsen resurstillgång, vilket gör att den kan markera sin särställning genom yttre attribut som kläder, hälsa, bostäder, utmärkelser och anställda servicemedarbetare.
I samtida västerländska samhällen brukar den politiska eliten hävda att den utövar sin makt på demokratisk grund, medan de mindre inflytelserika akademiska och teknokratiska eliterna anser sig vara meritokratiska. De som kontrollerar makten över näringslivet hävdar ofta att de äger företagen och därför har rätt att bestämma (alltså en form av plutokrati). Aristokratiska eliter har fasats ut, även om det ibland hävdas att meritokratiska, plutokratiska och demokratiska eliters barn så ofta reproducerar sina föräldrars ställning att man kan tala om en de facto aristokratisk elit.